# アケラレ
『アケラレ』（スペイン語: Aquelarre）は、チリのテレビドラマ。テレビシオン・ナシオナル・デ・チリで1999年8月4日に初公開された。

## 概要
物語は1990年代後半、前世紀に展開します。アケラレ は、 国の中心部にある小さなチリの町でした・マウレ州にある町とリオクラロというコムーナに内包される。
この小さな町には2つの特徴があります。それは、男性が30年以上町で生まれていないことと、そこに住むすべての男性が大人か高齢者であり、最年少が近隣の他の都市から来ていることです。このため、パティニオ家の裕福な農夫は、奇妙な現象を調査するためにイグナシオ・パステネと名付けられた遺伝学者の医者を呼び出します。町で最も裕福な3人の家族は、すべてを管理した家族でした。奇妙な現象は化学物質によって引き起こされました。担当者は科学者エレナ・ベルガラでした。
エレナにはフアン・パブロという息子がいました。彼はオランダに住んでいて、白血病に苦しんでチリに戻りました。フアン・パブロはエミリアに恋をする。エミリアはベルナルダ・アルバレスの娘で、エレナ・ベルガラの敵。
エミリアは亡き父の仕事を引き継がなければなりませんでした。エミリアには数人の姉妹がいました、すべてのパティニオ姉妹は男性のヒスパニックの名前を持っていました、これは彼女の両親が男性の子供を持つことを望んだために起こりましたが、これは起こりませんでした。
パティニオ家族の女性には、それぞれを区別する独自の特徴があります。ロドルファはボーイフレンドのペペ・ロマノに捨てられ、彼女は気が狂います。エデュアルダはエル・トロ・マルドネスにとても恋しています、夜に家で彼女に会いに行く人。グスタバは学校の先生で、彼女はとても優しくて甘い女性です。パティニオ家の姉妹の末っ子はリカルダで、失礼で反抗的な女の子。
その場所で最も裕福な人はフェルナンド・グエラであり、アケラレ町の数少ない男の一人、彼の家に住んでいる男性はほとんどいません、彼らの従業員とその子供たち。
ドラマはチリの農民の典型的な生活を示しています、農村部の人々の生活を示すとチリ文化の伝統的な人物や要素、たとえば、ウアッソ(huaso)。

## 登場人物

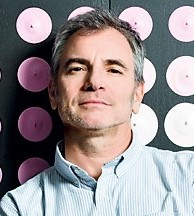
アルバロ・ルドルフィ。

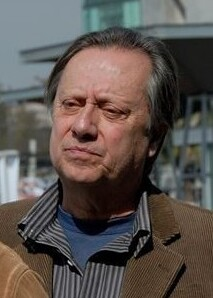
エドガルド・ブルナ。

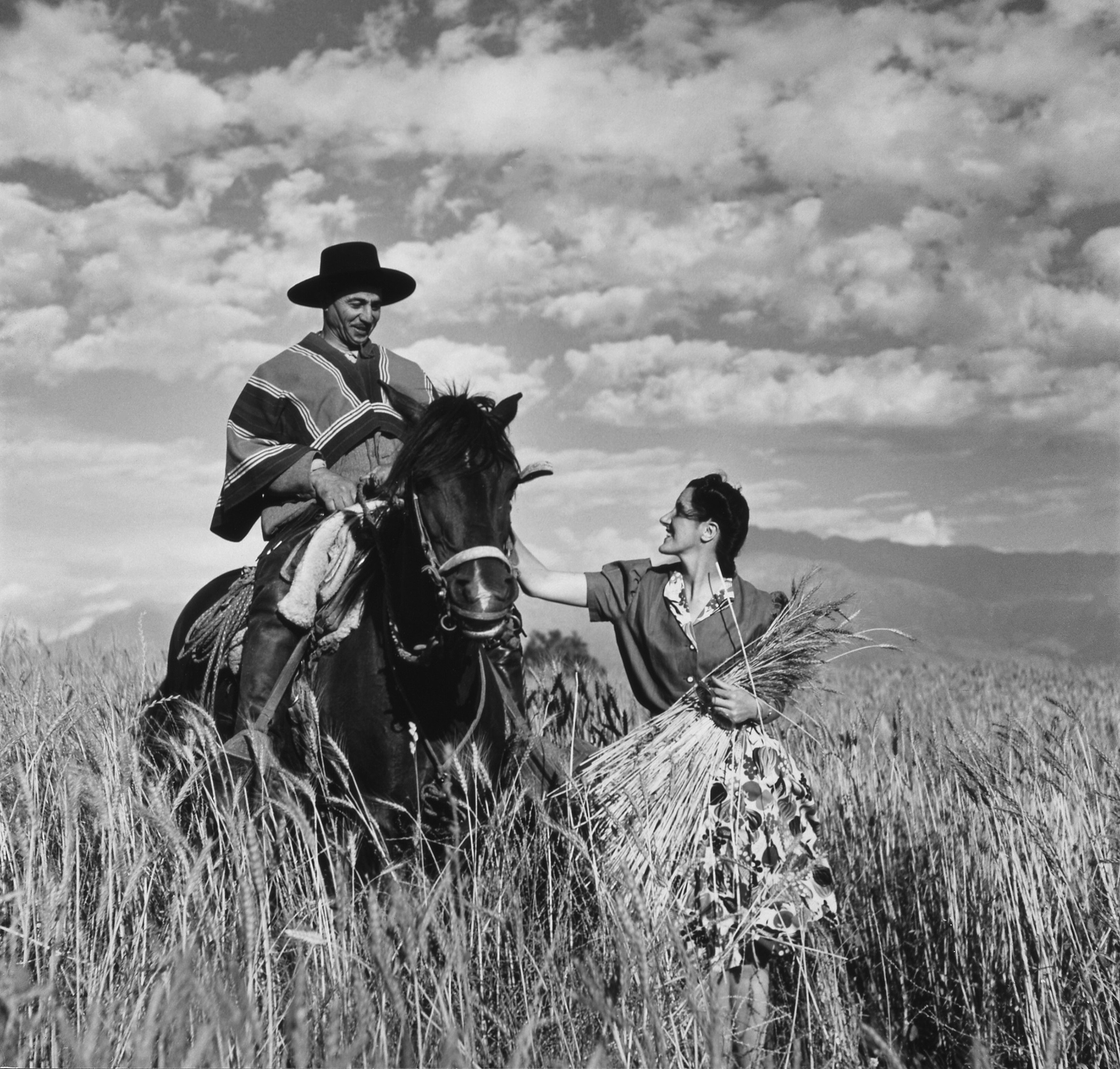
ウアッソとは、チリの田園人であり、優れた騎手である。

イグナシオ・パステネ
演 - バスティアン・ボーデンヘーファー (es)
エミリア・パティニオ
演 - シグリッド・アレグリア (es)
フアン・パブロ・ウイドブロ/フアン・パブロ・グエラ
演 - アルバロ・ルドルフィ (es)
シルバナ・モンテズ
演 - カタリナ・グエラ (es)
ディエゴ・グエラ
演 - アルバロ・エスコバ (es)
エレナ・ベルガラ
演 - コカ・グアッツィーニ (es)
フェルナンド・グエラ
演 - エドガルド・ブルナ (es)
ベルナルダ・アルバレス
演 - マリカルメン・アリゴリアガ (es)
プルデンシオ・バラザ
演 - マウリシオ・ペシュティッチ (es)
マリア・ゴンザレス（別名：ラ・ポンシア）
演 - ヒメナ・リバス (es)
フリア・モヤ
演 - ジャエル・アンガー (es)
神父ペラーヨ
演 - ハイメ・バデル (es)
シルバナ・モンテズ
演 - アニタ・クレスキー (es)
ロドルファ・パティニオ
演 - パトリシア・リバデネイラ (es)
マリアノ・マヌエル・マルドネス・マンソ・マソ（別名：エル・トロ・マルドネス）
演 - フランシスコ・ペレズ-バンネン (es)
ティナ・トレス
演 - アレハンドラ・フォサルバ (es)
エデュアルダ・パティニオ
演 - クラウディア・バー (es)
グスタバ・パティニオ
演 - パオラ・ボルパト (es)
スカーレット・ハラ/ピア・モンテーロ
演 - モニカ・ゴドイ (es)
ゴンザロ・グエラ
演 - フェリペ・ブラウン (es)
グラシエラ・ポンセ（別名：チェラ）
演 - アナ・バデル (es)
リカルダ・パティニオ
演 - ユユニス・ナバス (es)
ロドルファ・パティニオ
演 - イニゴ・ウルティア (es)